# 시벨의 일요일
《시벨의 일요일》(Les dimanches de Ville d'Avray, Sundays and Cybele)은 오스트리아에서 제작된 세르주 브르기뇽 감독의 1962년 드라마 영화이다. 하디 크루거 등이 주연으로 출연하였다. 아카데미 외국어 영화상 수상작이다.

## 출연

### 주연
- 하디 크루거
- 패트리샤 고치
- 니콜 쿠르셀
- 다니엘 이베넬
- 미셸 드 레
- 앙드레 오맨스키

## 기타
- 원작자: Bernard Eschasseriaux
- 미술: 버나드 에베인
- 의상: Marie-Claude Fouquet